# Пионерия (киножурнал)
«Пионе́рия» — первый советский детский киножурнал, начавший выходить на «Союзкинохронике» в 1931 году. Был посвящён жизни советских школьников, освещал деятельности Всесоюзной пионерской организации имени В. И. Ленина. Последний выпуск вышел на ЦСДФ в 1987 году. 

## Описание
Киножурнал «Пионерия» начал выходить сначала в немом, а позднее в звуковом варианте. Инициатором его создания была Арша Ованесова в содружестве с редактором Любовью Перцовой. К середине 1950-х гг. Ованесовой было снято около двух сотен выпусков.
 Периодичность выхода выпусков киножурнала в 1970—1980-е гг. была раз в месяц. Над съёмкой сюжетов для киножурнала в разное время работали:
- Е. Е. Андриканис
- И. И. Беляков
- Л. В. Варламов
- А. П. Ковальчук
- В. Р. Лезерсон
- В. В. Микоша
- О. Б. Рейзман
- Э. А. Рязанов
- Л. Н. Тусеева
- З. П. Фомина
- С. С. Школьников

## Критика
Не надо показывать маленькому зрителю холодный чужой ему материал, но и не надо пригибаться к этому зрителю и лепетать над его ухом голубые слова. Нужно найти какое-то весёлое равенство, чувство товарищества со зрителем — и тогда киножурнал «Пионерия» будет по-настоящему хорошим.
— Татьяна Тэсс, «Правда» 14 декабря 1931